# Сольяно-аль-Рубіконе
Сольяно-аль-Рубіконе (італ. Sogliano al Rubicone) — муніципалітет в Італії, у регіоні Емілія-Романья,  провінція Форлі-Чезена.
Сольяно-аль-Рубіконе розташоване на відстані близько 240 км на північ від Рима, 95 км на південний схід від Болоньї, 33 км на південний схід від Форлі.
Населення — 3233 особи (2014) Свято покровителя — святого Севастіана відзначається 20 січня.

## Демографія
Населення за роками:

Станом на 1 січня 2023 року в муніципалітеті офіційно проживало 256 іноземців з 39 країн, серед них 89 громадян країн Євросоюзу та 15 громадян України.

## Сусідні муніципалітети
- Боргі
- Меркато-Сарачено
- Новафельтрія
- Ронкофреддо
- Сант'Агата-Фельтрія
- Сарсіна
- Таламелло
- Поджо-Торріана